# Rašov
Rašov település Csehországban, a Brno-vidéki járásban. Rašov Brťov-Jeneč, Rohozec, Zhoř, Lomnice, Strhaře, Bukovice, Kunčina Ves, Kozárov és Šerkovice településekkel határos. Lakosainak száma 249 fő (2024. január 1.).

## Népesség
A település lakosságának változását az alábbi diagram mutatja:
| Lakosok száma | 440  | 434  | 387  | 360  | 287  | 225  | 230  | 238  | 248  | 249  |
|               | 1869 | 1900 | 1921 | 1961 | 1980 | 2011 | 2016 | 2019 | 2021 | 2024 |